# Baek Sok
Baek Seok (hangeul : 백석), né le 1er juillet 1912 à Chŏngju dans la province Pyonganbuk-do sous le nom de Paek Kihaeng (hangeul : 백기행) et décédé en janvier 1995, est un poète nord-coréen.    

## Biographie
Baek Seok commença une carrière de journaliste en 1934 au journal Chosun Ilbo. Il a été scolarisé au collège Osan, où furent admis élèves également les poètes Kim Sowol et Kim Eok. Il fut par la suite étudiant à l'académie Aoyama au Japon où il a étudié la littérature anglaise grâce à une bourse du journal Chosun Ilbo. Il retourna en Corée en 1934 et continua ses activités de journaliste et chroniqueur dans le journal Chosun Ilbo. Il fit réellement ses débuts littéraires avec le recueil de poèmes Cerf (Saseum) en 1936 dans le même journal. il publia par la suite 60 œuvres environ, parmi lesquelles des poèmes, des essais, et des contes folkloriques.      
En Corée du Sud, ces œuvres furent censurées en raison de sa nationalité nord-coréenne, cette censure perdurera jusqu'en 1987. À la suite de la publication de ses œuvres en Corée du Sud, il fut très vite considéré comme un précurseur du modernisme en Corée, en utilisant son dialecte pyongbuk (Pyongan du Nord). 
Les Sud-Coréens ont cru longtemps que Baek Sok était mort dans une ferme collective en 1963, mais on a découvert récemment qu'il a vécu jusqu'en 1995.

## Œuvre
Le premier poème publié par Baek Sok fut La forteresse Jeongju (Jeongju seong), publié le 31 août 1935 dans le journal Chosun Ilbo. L'année suivante, le 20 janvier, il publie un recueil de poèmes intitulée Cerf (Saseum). Malgré l'originalité et l'authenticité du recueil de poésies, seulement 100 copies furent publiées. Cerf contient 33 poèmes basés sur la composition des Variations Goldberg de J. S. Bach, pour lequel un enregistrement réalisé par Wanda Landowska venait d'être publié deux ans auparavant à Paris. La plupart des poèmes de Cerf furent publiés pour la première fois, mais sept d'entre eux avaient déjà été publiés dans d'autres revues auparavant. Jusqu'en 1948, il publia 60 autres œuvres, mais on estime qu'il n'a pas publié d'autres recueils de poésies. 
En Corée, la publication de son œuvre fut formellement interdite dans la mesure où il était considéré comme un poète communiste nord-coréen. Pourtant, en 1987, avec les premières publications de son œuvre en Corée du Sud, il gagna considérablement en popularité auprès du grand public et de la critique. Il est désormais considéré comme un précurseur du modernisme en Corée.